# Trichosacme lanata
Trichosacme lanata är en oleanderväxtart som beskrevs av Joseph Gerhard Zuccarini. Trichosacme lanata ingår i släktet Trichosacme och familjen oleanderväxter. Inga underarter finns listade i Catalogue of Life.